# Jaime de Castilla

Escudo del reino de Castilla y León.

Jaime de Castilla (1267 - Orgaz, 9 de agosto de 1284). Infante de Castilla y señor de los Cameros, fue hijo de Alfonso X el Sabio rey de Castilla y León, y de la reina Violante de Aragón. 

## Orígenes familiares
Hijo de Alfonso X el Sabio, rey de León y de Castilla, y de su esposa, la reina Violante de Aragón, sus abuelos por parte paterna fueron el rey Fernando III de Castilla y de su primera esposa, la reina Beatriz de Suabia y por parte materna el rey Jaime I de Aragón y  su segunda esposa, la reina Violante de Hungría. Tuvo varios hermanos, entre ellos, el infante Fernando de la Cerda, heredero del trono hasta su defunción en 1275, de Sancho IV de Castilla a la muerte de Alfonso X el Sabio, y del infante Juan de Castilla el de Tarifa.

## Biografía
El infante Jaime de Castilla nació en 1267.  El 17 de febrero de 1281 fue armado caballero por su padre en la ciudad de Burgos, al tiempo que sus hermanos, los infantes Juan y Pedro celebraban sus respectivos esponsales.  Recibió el señorío de los Cameros de manos de su padre en 1277, después de que Simón Ruiz de los Cameros fuera ejecutado junto con el infante Fadrique de Castilla, hermano de Alfonso X el Sabio, por orden de este último.  Cuando comenzó la guerra civil en el reino de León y de Castilla entre Alfonso X el Sabio y su hijo, el infante Sancho, el infante Jaime se posicionó en un primer momento en el bando de su hermano. Sin embargo, en marzo de 1283, abandonó al infante Sancho y volvió al servicio de su padre el rey.
En 1283, con la colaboración de Juan Alfonso de Haro, sublevó las ciudades de Soria y Ágreda en contra de su hermano el infante Sancho.  Alfonso X el Sabio, como premio por haber vuelto a su servicio, le concedió en su testamento el reino de Murcia, con la condición de que fuese vasallo del reino de León y de Castilla, que el rey legaba a su nieto Alfonso de la Cerda, hijo del fallecido infante Fernando de la Cerda.
Falleció en la localidad de Orgaz, situada en la provincia de Toledo, el 9 de agosto de 1284. No existe constancia de dónde recibió sepultura su cadáver.